# Djerelo, Olevsk
Djerelo (în ucraineană Джерело) este un sat în comuna Maidan din raionul Olevsk, regiunea Jîtomîr, Ucraina.

## Demografie
Componența lingvistică a localității Djerelo
     Ucraineană (100%)
Conform recensământului din 2001, toată populația localității Djerelo era vorbitoare de ucraineană (100%).